# Gouden Legerkruis
Het Gouden Legerkruis, in het Engels Gold Cross of Penninsular Cross, genoemd, was een Britse militaire onderscheiding die in 1810 werd ingesteld. Er zijn 28 officieel goedgekeurde gespen en inscripties. Na 1814 werd de onderscheiding niet meer verleend.
Het besluit uit 1810 is onduidelijk waar het om de naam van de daarin opgerichte onderscheiding gaat. Het besluit sprak van a gold cross en a gold medal.
Het gaat om drie onderscheidingen die voor een of meer wapenfeiten in de Frans-Britse oorlog op het Iberisch Schiereiland werden toegekend. Een tot vier gevechten gaven recht op de medaille (Engels: Army Gold Medal. Voor het vierde wapenfeit kon een bataljonscommandant, meestal een kolonel, het Gouden Legerkruis verwerven. Voor verdere gevechten werden gespen op het lint toegekend.
De bezitters van een Gouden Legerkruis bleven soms hun eerder verleende Gouden Medaille dragen.
De gevechten en belegeringen moesten van strategisch belang zijn geweest en er moest "met musketten geschoten zijn" door de eenheid die door de officieren werd geleid. Wellington was een uiterst strikte en onbuigzame man dat betekende dat de officieren van de cavalerie die bij Busaco met zwaard en lans had gevochten voor dat gevecht niet werden onderscheiden. Ook waar het ging om toekenningen voor aanwezigheid bij belegeringen was Wellington uiterst terughoudend. Het kruis en de medaille stammen uit een periode waarin onderscheidingen in de vorm van ridderorden slechts spaarzaam werden verleend en de zegevoerende bevelhebbers van de Britse strijdkrachten grote, speciaal voor die gelegenheid vervaardigde, gouden medailles om de hals mochten dragen. Deze medailles werden vooral aan vlootvoogden toegekend, het Britse leger was tot aan de campagne op het Iberisch schiereiland van ondergeschikt belang en in de revolutieoorlogen weinig succesvol.
- Het Gouden Legerkruis werd door de bevelhebber van de Britse troepen in naam van de regent toegekend aan generaals die al viermaal een inscriptie of gesp op hun grote gouden medaille hadden ontvangen. In de eerste plaats werd het kruis toegekend voor verdiensten in de oorlog op het Iberisch Schiereiland. Ook andere nauwkeurig opgesomde gevechten die sinds 1793 overal in de wereld door het Britse leger tegen het revolutionaire Frankrijk werden gevoerd en gevechten tijdens de Anglo-Amerikaanse oorlog van 1812 gaven recht op de medaille of het kruis. In de lijst van gespen en wapenfeiten vinden we ook de verovering van Java op het met Frankrijk verbonden Koninkrijk Holland. Daarom is de algemeen gebruikte uitdrukking "Penninsular Cross" minder juist. De gevechten tussen de Franse revolutionaire legers en later tussen Napoleon en zijn bondgenoten enerzijds en het Verenigd Koninkrijk en zijn bondgenoten anderzijds vonden overal ter wereld plaats.

De Britten brachten de Franse legers onder Napoleon en verschillende van zijn maarschalken in Spanje en Portugal een vernietigende nederlaag toe en stonden ten tijde van de val van het Franse keizerrijk aan de Franse kant van de Pyreneeën, in Toulouse. Voor de opeenvolgende belegeringen en veldslagen in deze uitputtende en bloedige oorlog werden Daarom wordt het kruis in het algemeen het "Penninsular Cross" genoemd. Tweeëntwintig van de achtentwintig inscripties en gespen hielden immers verband met de campagne in Portugal en Spanje.
Het kruis is een gouden kruis pattée met een diameter van 38 millimeter in het midden een leeuw. Het lijkt op het latere Victoria Cross. De vormgevers van dat kruis hebben zich door het Gouden Legerkruis laten inspireren.
Het purperrode lint met de blauwe bies is tijdens de regering van Koningin Victoria gebruikt voor de eveneens voor officieren bestemde Distinguished Service Order.
Wanneer een officier in het gevecht werd uitgeschakeld kwam zijn plaatsvervanger voor de medailles en kruisen in aanmerking. De onderscheidingen werden ook postuum uitgereikt aan de familie van een gesneuvelde of gestorven officier.
Op de vier armen van het Gouden Legerkruis was ruimte voor de vier inscripties die eerder op de grote Gouden Medaille hadden gestaan. Het vijfde wapenfeit, het gevecht dat recht gaf op het kruis, werd met een vierkante gouden gesp op het lint aangeduid. In het midden van het kruis was een strijdbare leeuw afgebeeld.
Het Gouden Legerkruis werd aan een lint om de hals of op een plaats dicht bij het midden van de borst, quasi "op het hart" gedragen. Lord Raglan draagt op portretten het kruis met vijf gespen op portretten in een miniatuurversie op de linkerborst.
- De grote gouden medaille was gereserveerd voor generaals. Het besluit van 1810 noemt "Commanding Officers of Brigades, Commanding Officers of Artillery and Engineers, Adjutant-General and Quarter-Master-General, D.A.-Generals, and A.Q.M.-Generals, having the rank of Field Officers, and being at the head of the staff with a detached Corps, or distinct Division of the Army". Op de voorzijde van de medaille was Britannia afgebeeld met schild waarop de Britse vlag, lauwerkrans en erepalm. Op de keerzijde is binnen een lauwerkrans de naam van de veldslag of het gevecht waarvoor de decoratie werd uitgereikt vermeld. In de eerste drie jaren van het bestaan van de medaille werden meerdere plaatsnamen op de keerzijde gegraveerd. In oktober 1813 werd duidelijk dat er zoveel gevechten en belegeringen waren dat deze niet langer op de medaille konden worden vermeld. Daarom werden rechthoekige gouden gespen voor op het lint ingevoerd. Het lint is purper met een blauwe rand[5]. De medaille had een diameter van 2.1 inch. De sinds oktober 1813 gedragen rechthoekige gespen waren van goud.

Men droeg de grote gouden medaille soms met een gouden haak op het uniform en men ziet de medaille ook wel aan een breed lint met gesp op de linkerborst. Het aan een lint om de hals dragen van grote gouden medailles of Erepenningen was een oude Europese en ook Britse traditie. Op deze wijze werden zegevierende generaals en admiraals met een zware gouden medaille, soms aan een zware gouden keten, geëerd. De Britse militairen die hun Gouden Medaille om de hals droegen volgden bij gebrek aan specifieke voorschriften dit gebruik.
- De kleine gouden medaille was gereserveerd voor officieren. Het besluit van 1810 noemt "Military Secretary, having the rank of Field Officer, Commanding Officers of battalions, or corps equivalent thereto" Wanneer een officier in het gevecht werd uitgeschakeld kwam zijn plaatsvervanger voor de medailles en kruisen in aanmerking. De onderscheidingen werden ook postuum uitgereikt aan de familie van een gesneuvelde of gestorven officier. De sinds oktober 1813 gedragen rechthoekige gespen waren van goud.

Op de voorzijde van de medaille was Britannia afgebeeld met schild, lauwerkrans en erepalm. Op de keerzijde is binnen een lauwerkrans de naam van de veldslag of het gevecht waarvoor de decoratie werd uitgereikt vermeld. Op de keerzijde staat de naam van de veldslag binnen een lauwerkrans. Het lint is purper met een blauwe rand. De medaille had een diameter van 1.3 inch. De rechthoekige gespen waren van goud.

## Verleningen

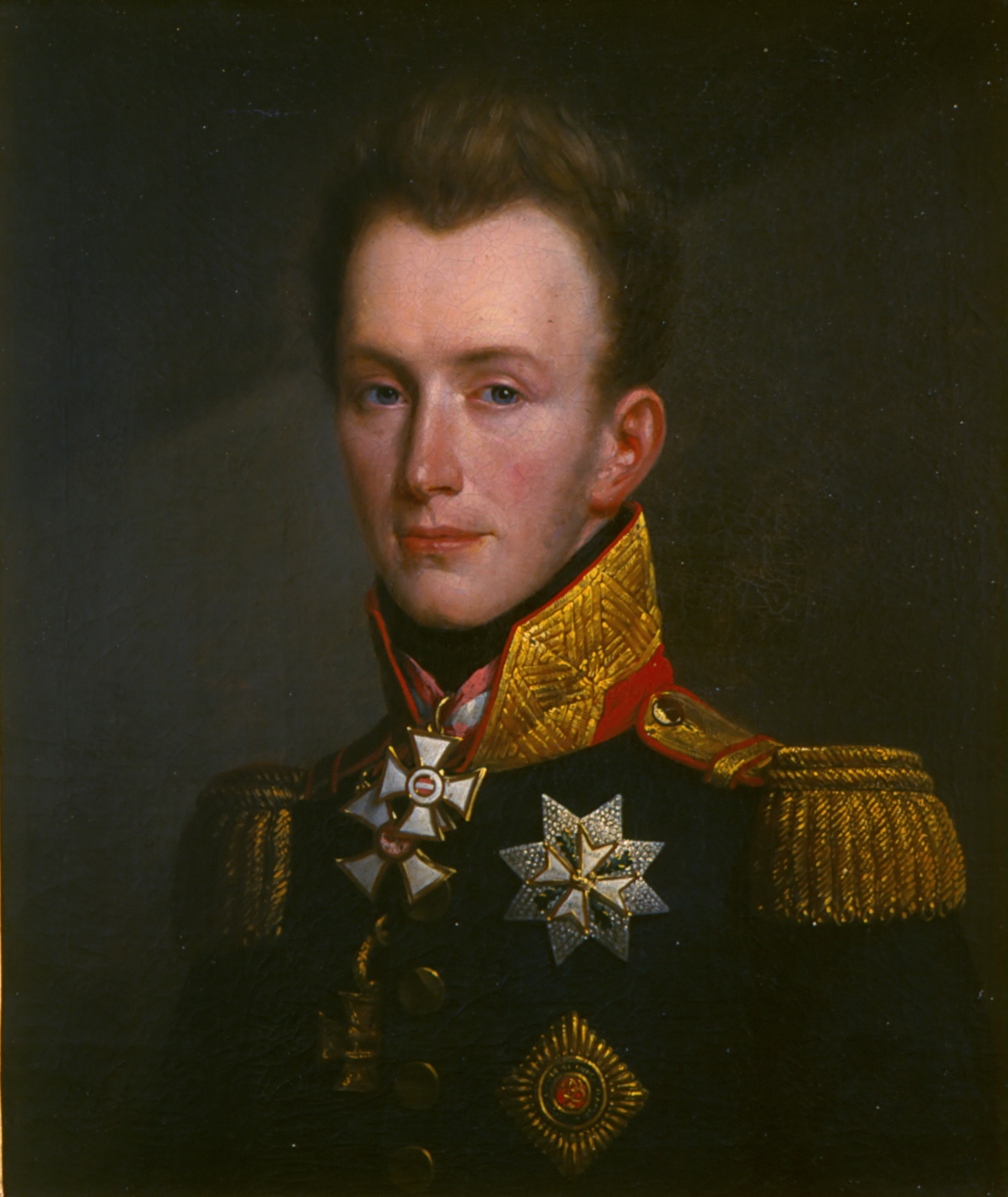
Willem als Prins van Oranje

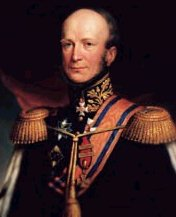
Koning Willem II met het kruis en twee gespen.

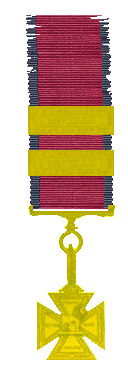
Kruis zoals Willem II dat droeg.

In feite gaat het om drie onderscheidingen.
Het Gouden Legerkruis dat een generaal bij zijn vijfde wapenfeit kon verwerven.
De Grote Gouden Medaille voor generaals.
De kleine Gouden medaille voor officieren. Zij moesten ten minste de rang van majoor bekleden.
Om voor deze drie onderscheidingen, het gouden legerkruis met de gespen, de grote medaille van de generaals en de kleine medaille van de lagere officieren in aanmerking te komen moest men een bataljon hebben aangevoerd of een belangrijke positie in de staf hebben vervuld. Het grote gouden kruis werd na ten minste vier gevechten aan de generaals verleend waarna ook daar de gespen volgden.
Toen de medaille werd ingesteld werd een officier bij ieder groot gevecht met een nieuwe medaille gedecoreerd. Dat kon zo niet doorgaan en in 1813 kwam de instructie dat nog maar één medaille mocht worden gedragen. Voor verdere gevechten zouden gespen worden toegekend.
Een medaille met twee gespen gaf recht op het Gouden Legerkruis. Oorspronkelijk werd voorgeschreven dat de officieren hun gouden medaille moesten inleveren wanneer zij een Gouden Legerkruis ontvingen. Dit voorschrift was zo impopulair en het werd zo slecht nagevolgd dat de Britse regering besloot dat de dragers van het kruis hun medailles in het vervolg mochten houden.
Het nog steeds gebruikte Britse systeem van op het lint gedragen gespen bij herhaalde verleningen van een medaille of decoratie was daarmee geboren. Het vond overal in de wereld, waaronder Nederland, navolging. Ook de inscriptie met de naam, eenheid en rang van de begunstigde militair die op de rand van de medaille werd aangebracht was nieuw.
General-Majoor Sir Denis Pack K.C.B droeg een Gouden Legerkruis met zeven gespen.
Voor zover bekend werden 165 kruisen, 88 grote medailles en gespen en 595 kleine gespen en medailles uitgereikt. Recordhouder was Arthur Wellesley, Ie Hertog van Wellington met 9 gespen voor 13 gevechten. Hij droeg op zijn kruis inscripties voor Roleia en Vimeira, Talavera, Busaco en Fuentes d’Onor. De gespen droegen de namen van Ciudad Rodrigo, Badajoz, Salamanca, Vittoria, Pyrenees, Nivelle, Nive, Orthes and Toulouse.
Bij uitzondering werden elf kleine gouden medailles aan Britse en Spaanse officieren beneden de rang van majoor uitgereikt. Een Spaans onderofficier Sergeant-Majoor Don Santiago Ruiz ontving als enige niet officier een kleine gouden medaille.
De Nederlandse Prins van Oranje, de latere Willem II der Nederlanden droeg een kruis met twee gespen voor zijn zes gevechten in Spanje.
Willem II droeg zijn kruis met twee gespen op een aantal portretten. Ook bij zijn kroning in 1832 droeg hij zijn Peninsular Cross.

## Geschiedenis van het kruis
In 1815, na de overwinning in de oorlog op het Iberisch schiereiland ("The Peninsular War") werden de statuten van de Orde van het Bad zo gewijzigd dat men de orde in het vervolg voor militaire verdiensten op het slagveld kon verlenen. Daarvoor was de pas ingevoerde graad van "Companion" geschikt. Deze aanpassing van het Britse decoratiestelsel betekende het einde van het Gouden Legerkruis en de medailles.
Toen in 1847 een Algemene Militaire Dienstmedaille, (de "silver medal") werd ingevoerd werd bepaald dat deze medaille ook met terugwerkende kracht zou worden toegekend aan alle nog levende veteranen van de oorlogen tegen de Fransen. Voor het eerst kregen de manschappen nu een onderscheiding voor hun inzet in de revolutieoorlogen. Daarvoor was alleen een Waterloomedaille gesticht maar voor de veteranen van Portugal, Spanje, West-Indië, Oost-Indië, Nederland, Egypte en het Middellandse Zeegebied was niets geregeld. De dragers van het Gouden Legerkruis en de medailles mochten hun gespen niet op het lint van deze medaille aanbrengen.

## Portretten
Portretten van generaals met het Gouden Legerkruis

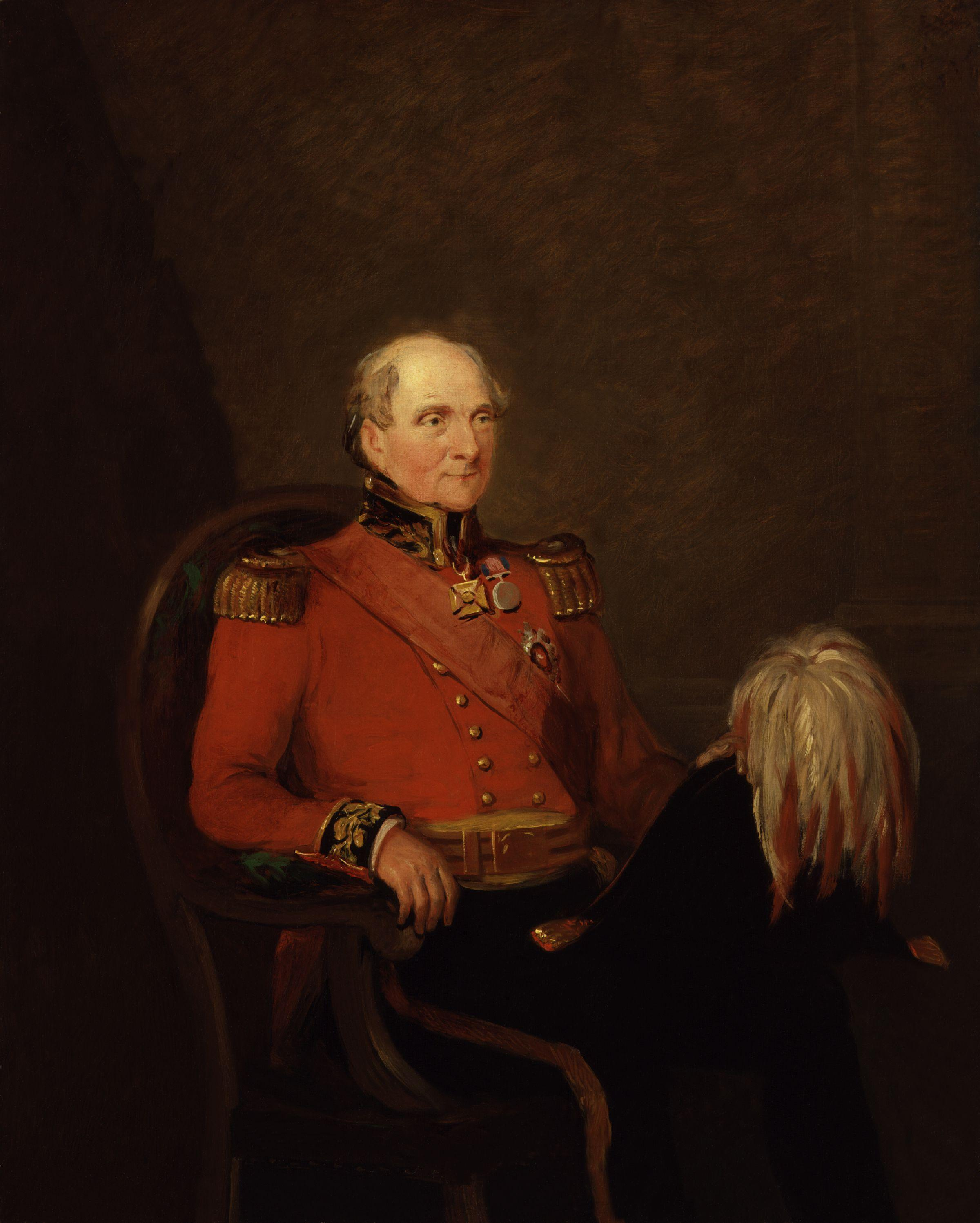
Viscount Hill met het Gouden Legerkruis zonder gesp om de hals.
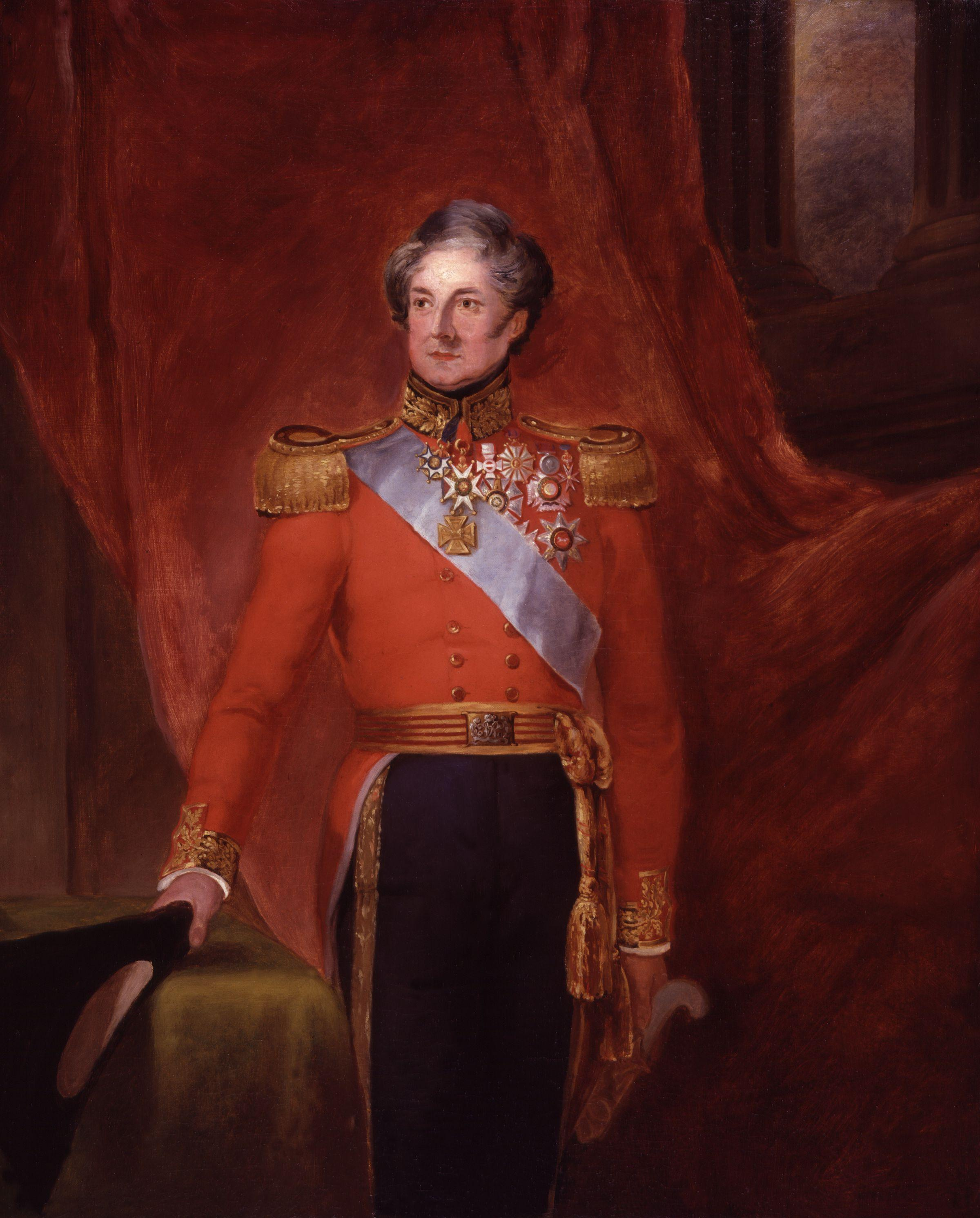
Sir Colin Halkett met het Gouden Legerkruis zonder gesp om de hals.
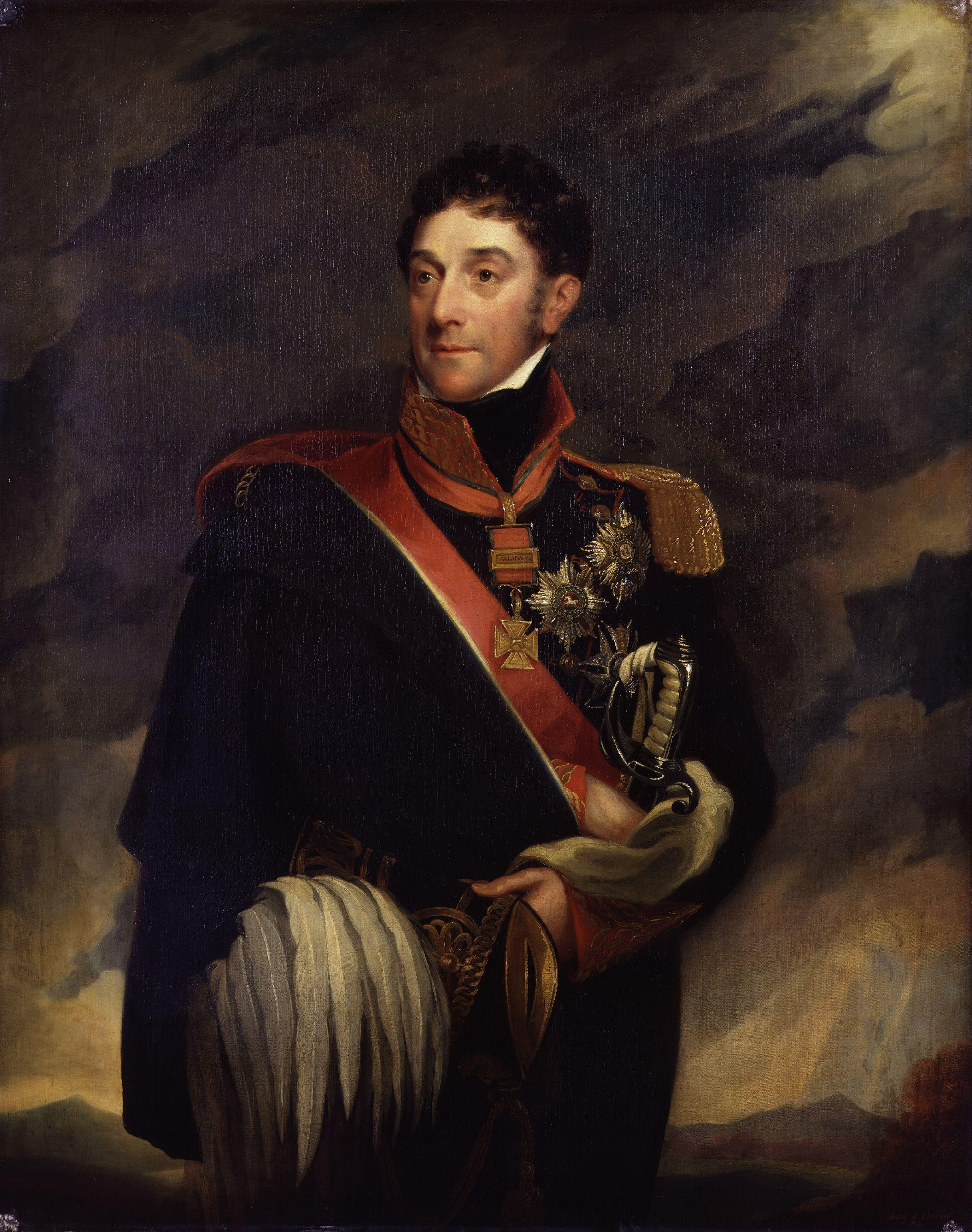
Viscount Combermere met het Gouden Legerkruis en een gesp "Salamanca".
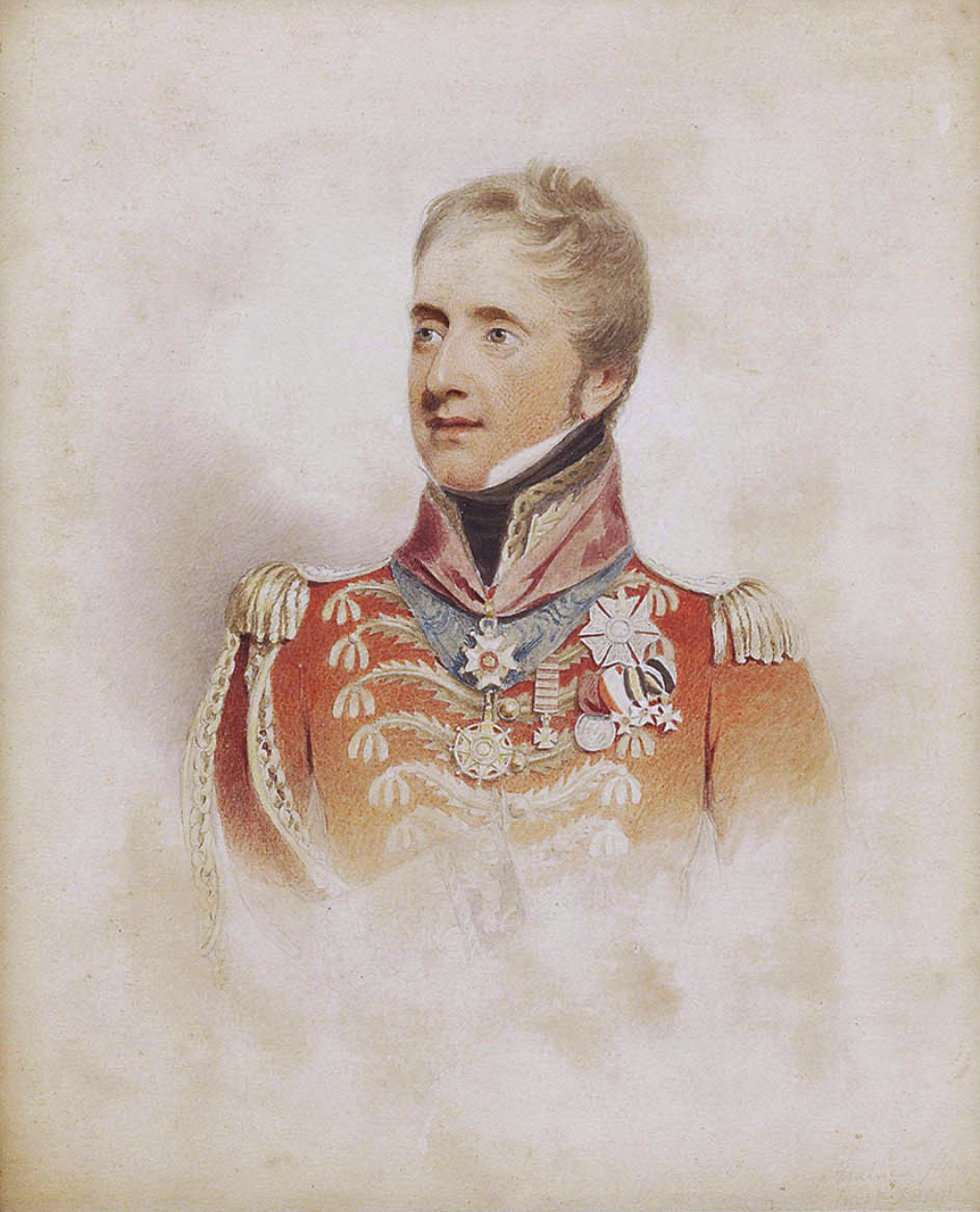
De latere Lord Raglan vóór Waterloo
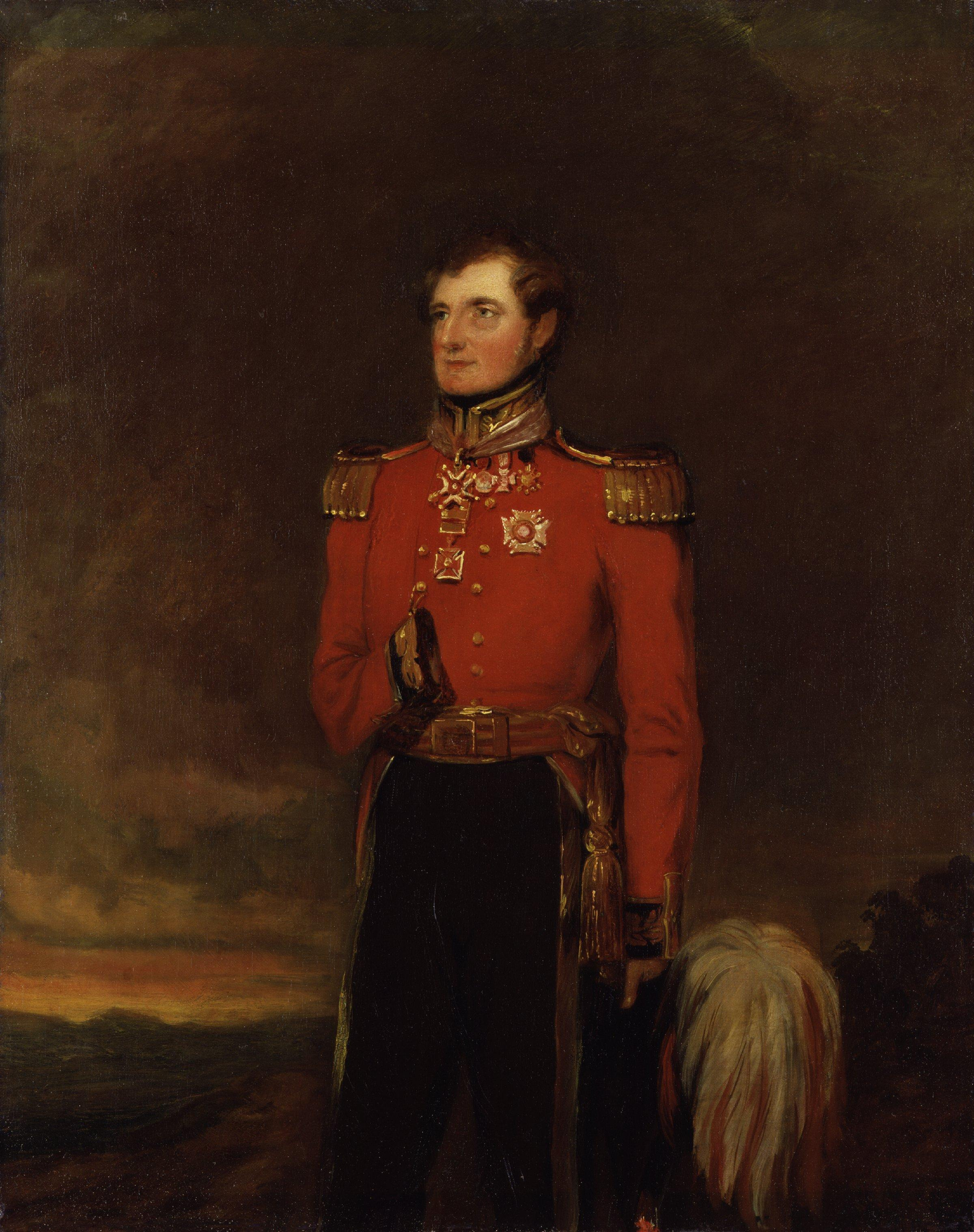
Lord Raglan na Waterloo
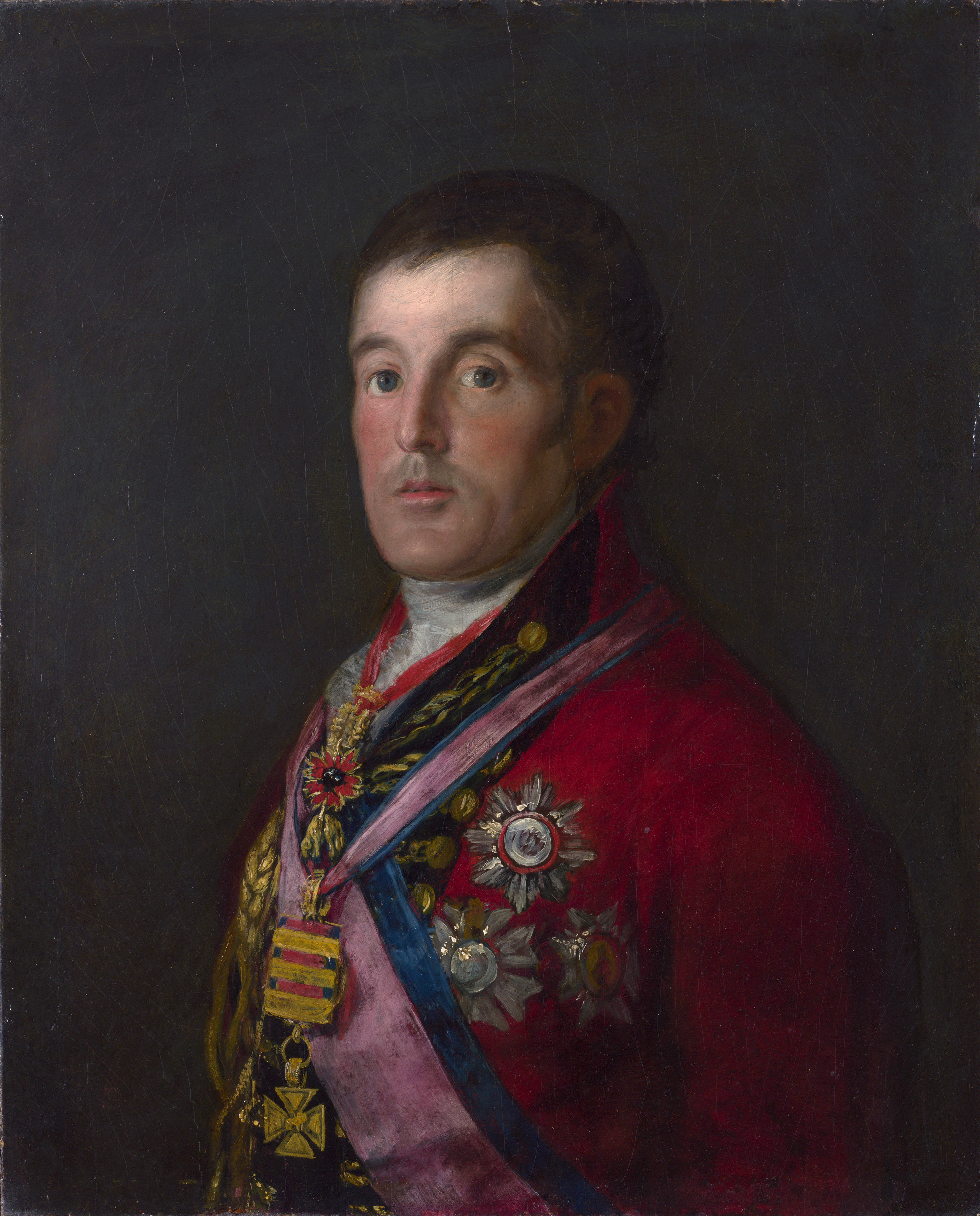
Wellington met drie gespen
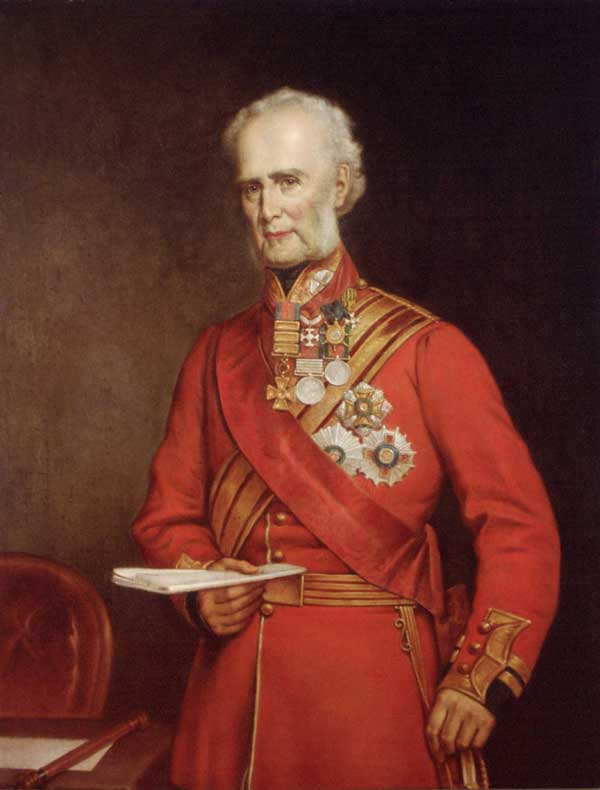
Lord Seaton droeg zijn Gouden Legerkruis met drie gespen aan een haak in zijn kraagopening.
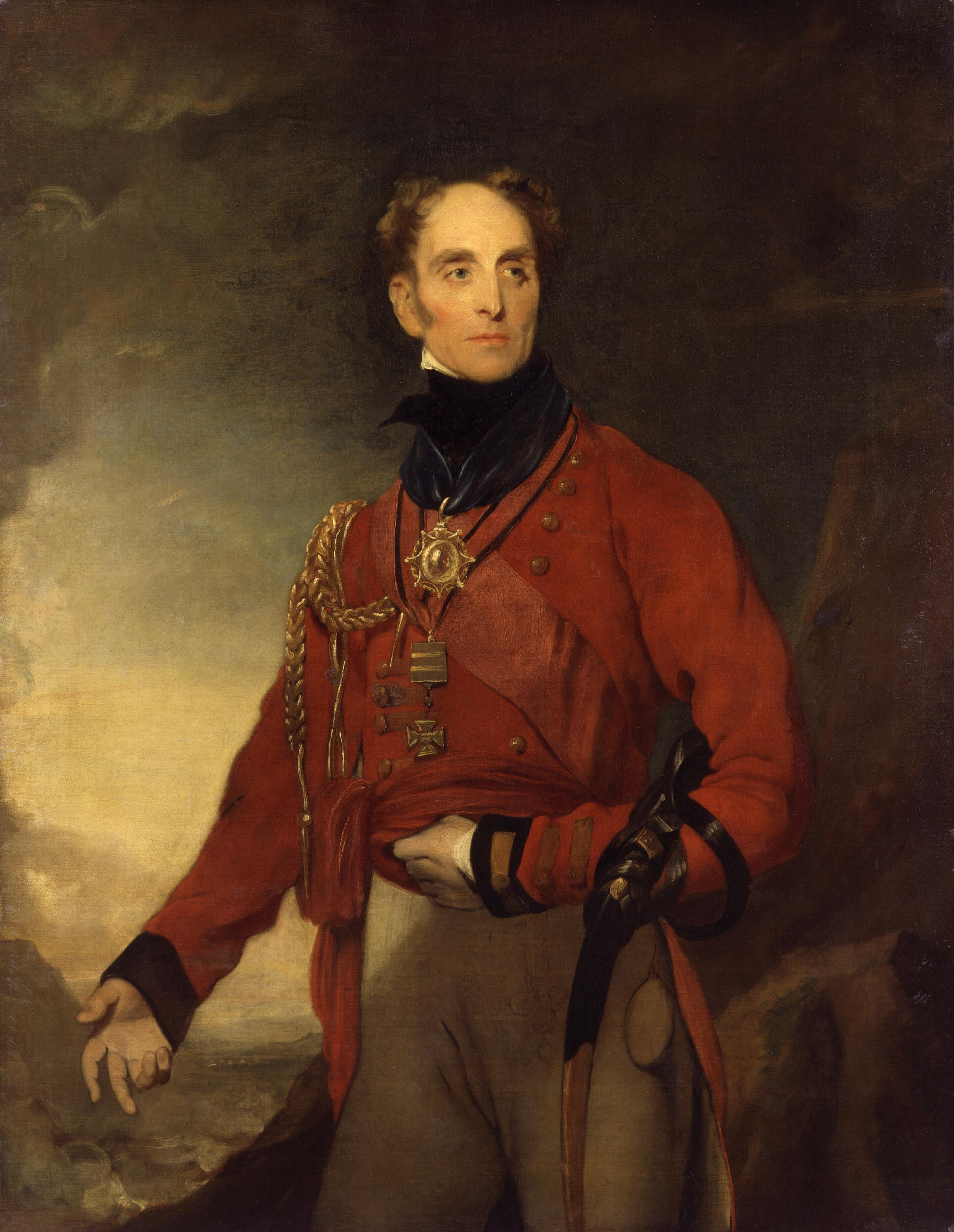
Sir Galbraith Lowry Cole met drie gespen.
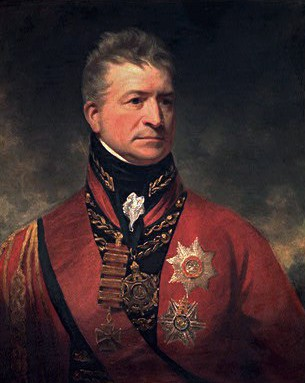
Sir Thomas Picton met het Gouden Legerkruis en vier gespen aan een lint om de hals
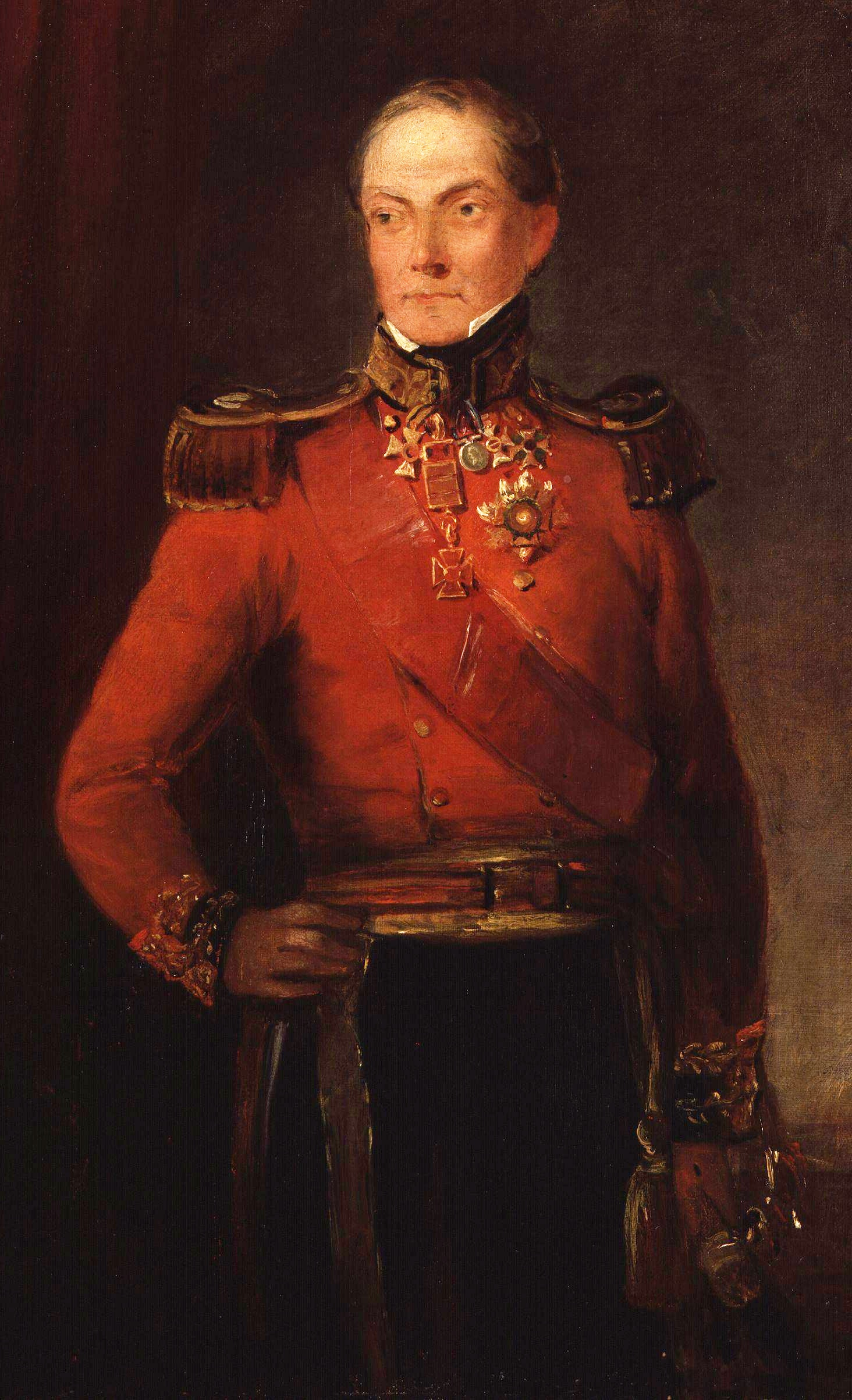
Sir James Kempt met het Gouden Legerkruis
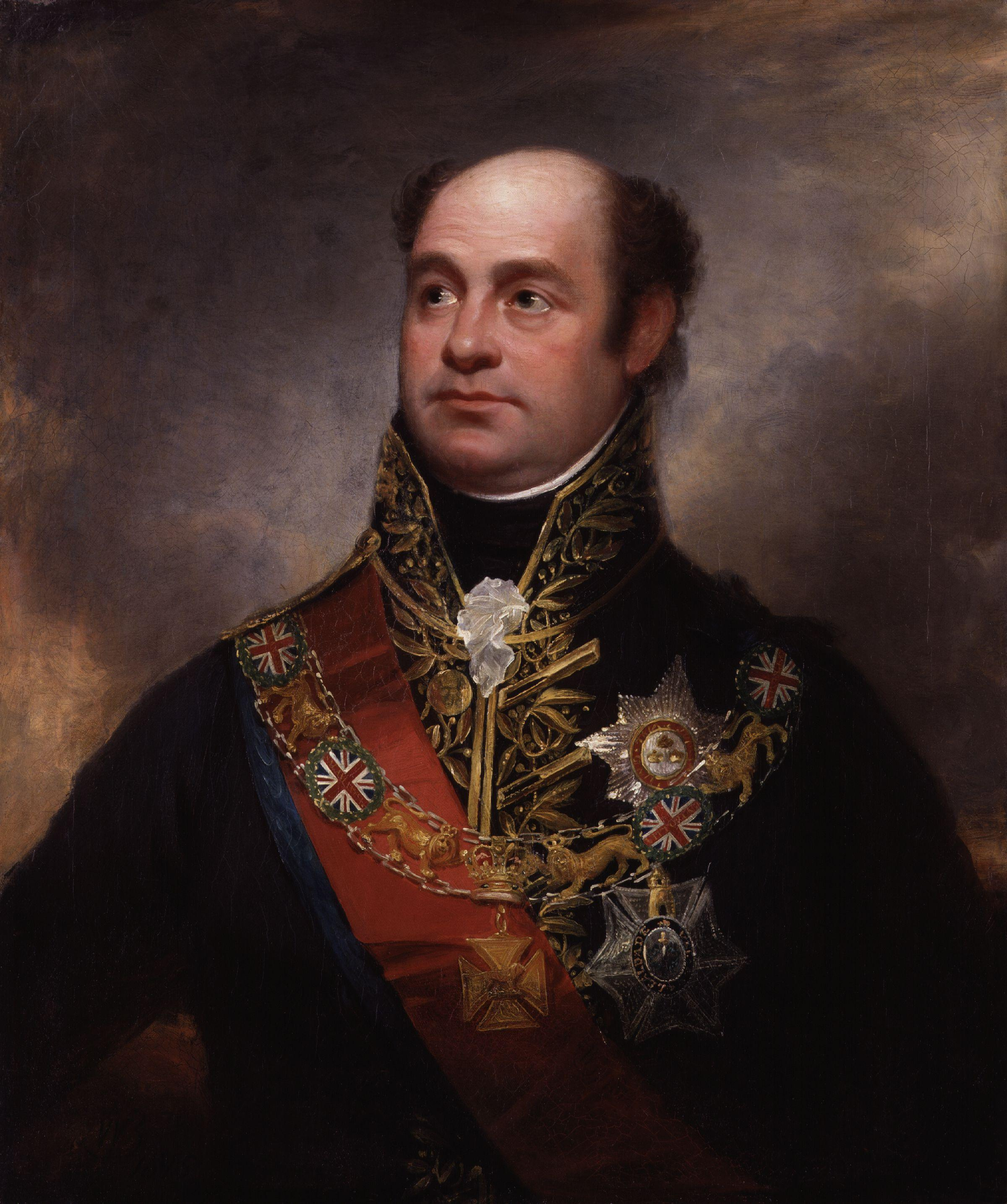
Lord Beresford droeg het Gouden Legerkruis aan een keten.
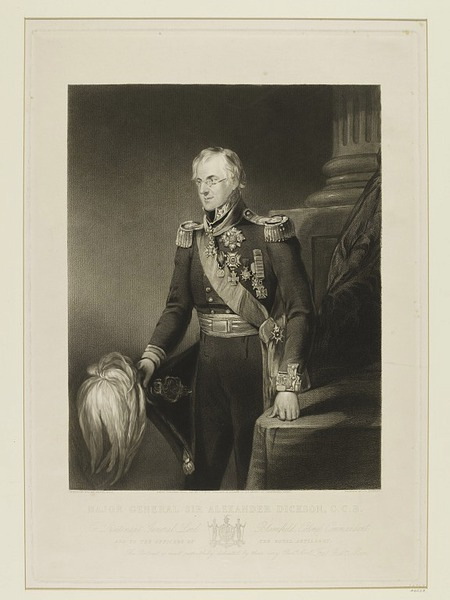
Sir Alexander Dickson met een kruis met zes gespen op de borst.

Portretten van generaals met de Grote Gouden Medaille

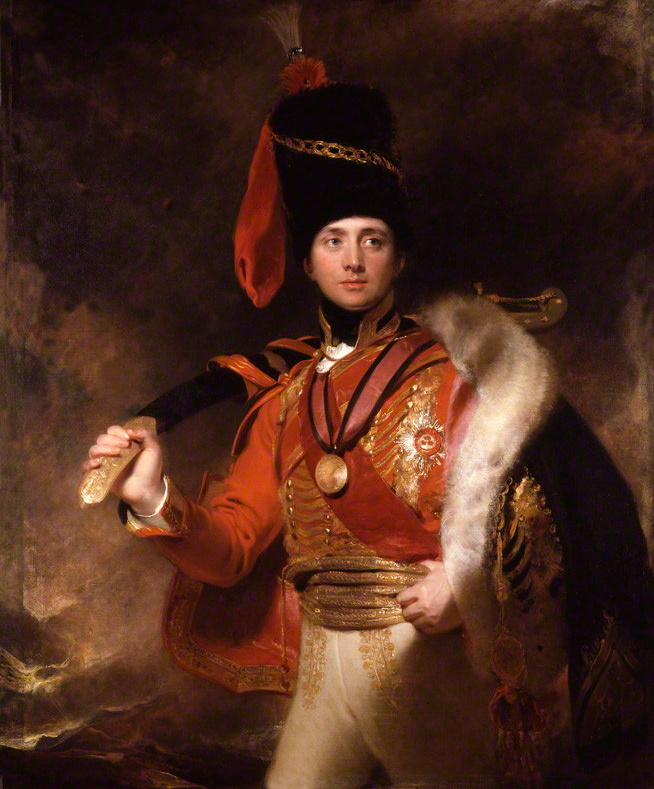
De Markies van Londonderry met de medaille om de hals.
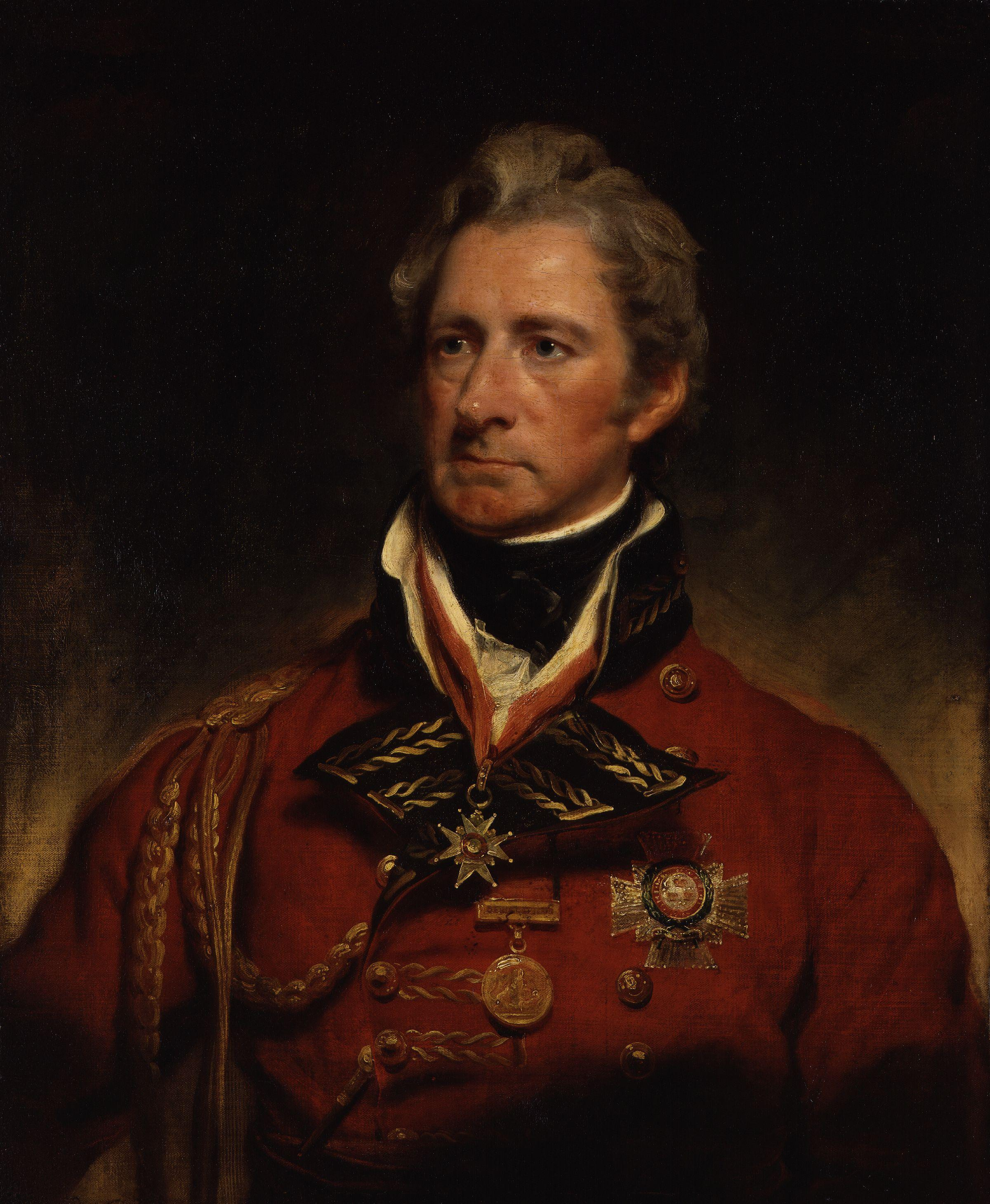
Sir Martin Archer Shee draagt de Grote Gouden Medaille op de borst
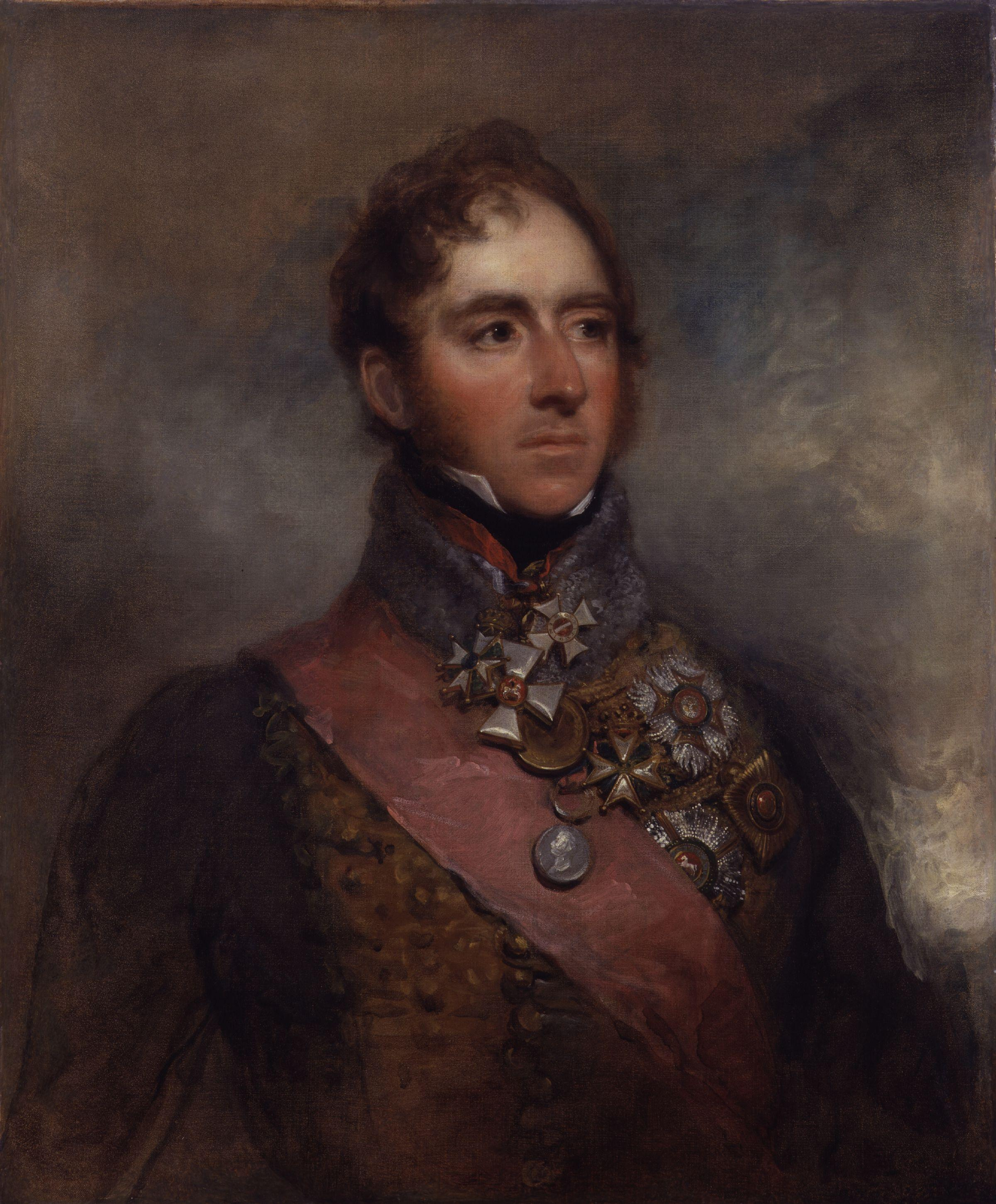
De Markies van Anglesey met de Medaille om de hals.
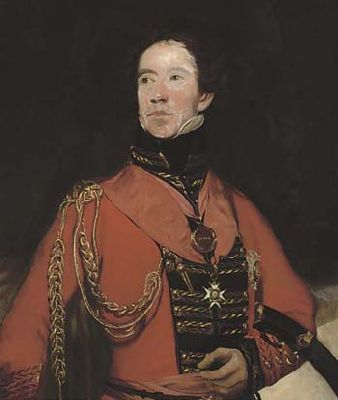
Sir William Lumley draagt een grote Gouden Medaille (voor Albuhera) om de hals.
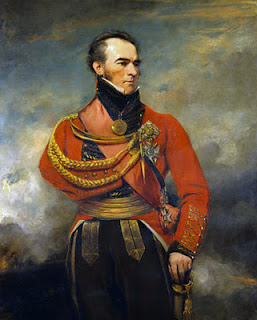
Sir Edward Paget draagt het Gouden Legerkruis aan een lint om de hals
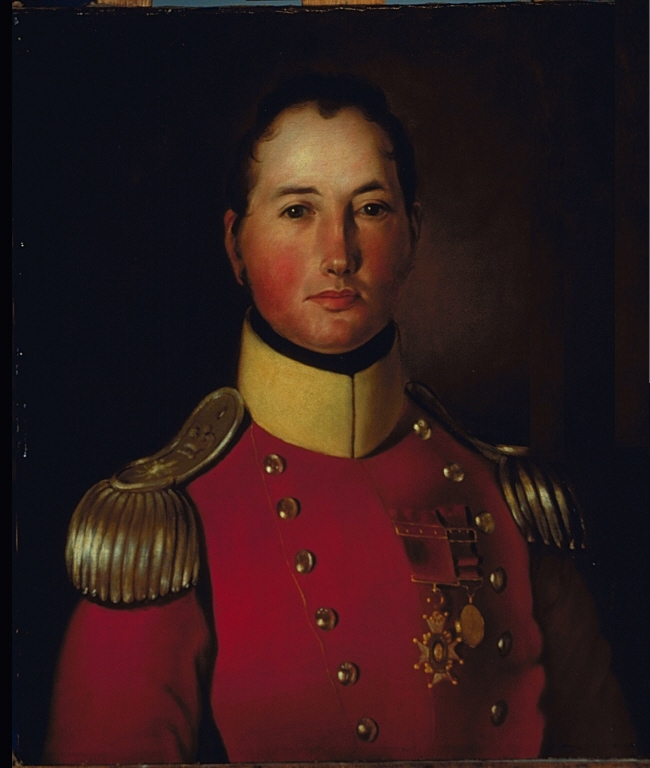
Joseph Wanton Morrison met een Gouden Medaille en twee gespen
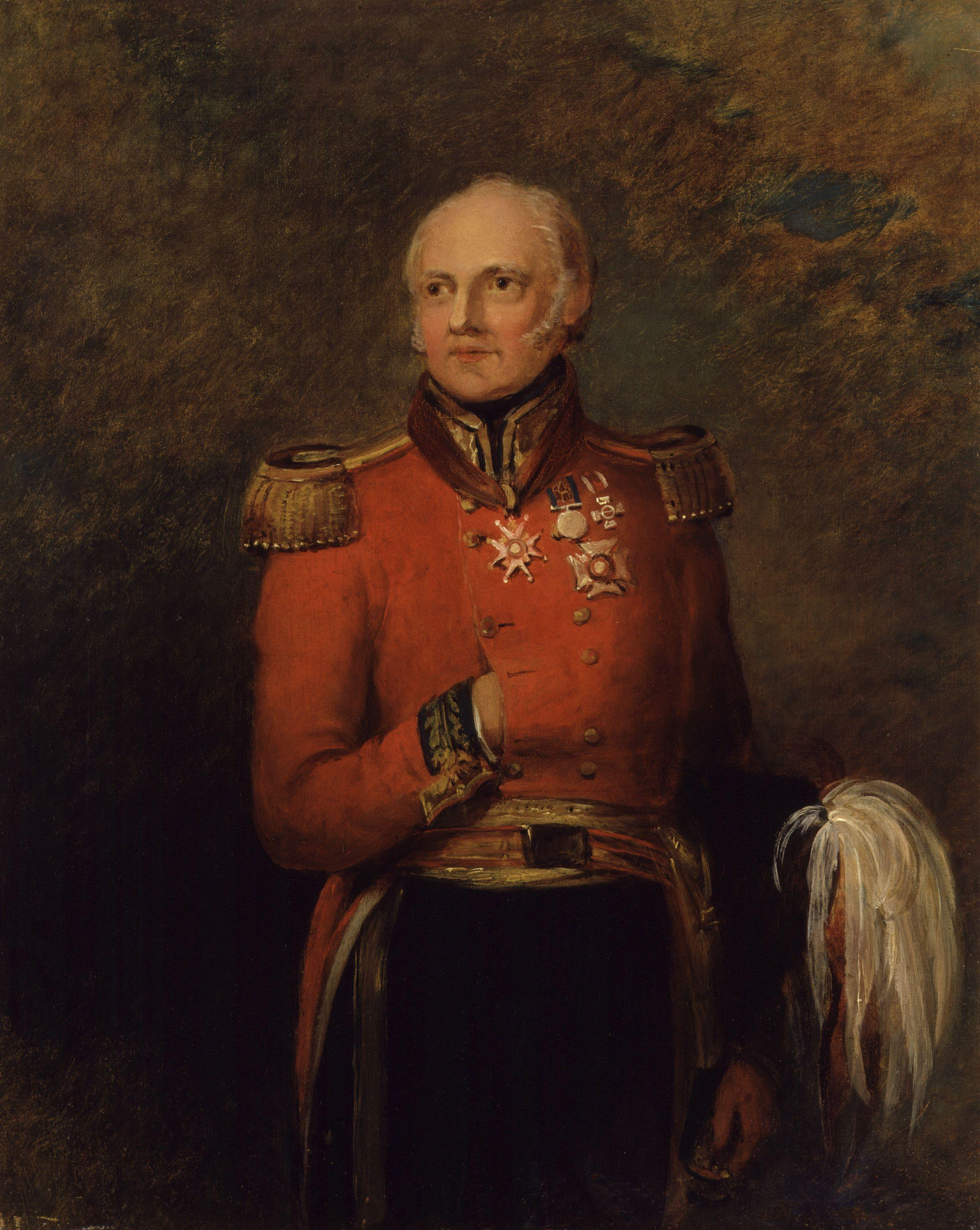
Sir George Scovell met een Gouden Medaille.
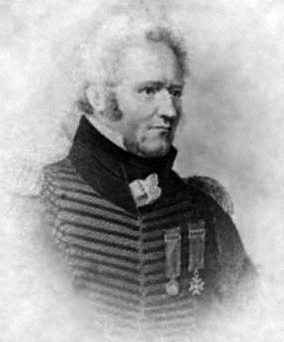
De Frans-Canadees Charles-Michel d'Irumberry de Salaberry met de Gouden Medaille.